# Palacio Mstsijovski
El palacio Mstsijovski (en ucraniano: Палац Мсциховського; en ruso: Усадьба Мсциховского) es un palacio con forma de castillo de estilo neogótico, parte del conjunto de una finca del empresario del carbón Kazímir Mstsijovski en el pueblo de Seleznivka del óblast de Lugask, Ucrania. 

## Historia
El origen de la finca se remonta al siglo XIX, pero verdaderamente comienza en 1890, cuando el terreno pasó a manos del empresario de origen polaco Kazímir Mstsijovski, presidente de la junta directiva de la Sociedad de Industria Fábrica y del Carbón de Seleznivka.  
En 1913, en el territorio de la finca se construyeron un palacio diseñado por el arquitecto Sergéi Ginger, una iglesia-escuela parroquial y una casa de maestros (diseñada por el arquitecto Lev Rúdnev) y otros edificios. Además del palacio, la mansión contaba con un parque paisajístico de 22 hectáreas diseñado por el jardinero Marcyn Hubecki).  
La finca, única en el Dombás, ha despertado cierto interés entre el público del país. En 1916 apareció una descripción detallada de la finca en la revista "Capital and Estate". 
Durante la era soviética, el conjunto del palacio y el parque estuvieron completamente descuidado. En su territorio se ubicaron un orfanato para personas sin hogar en la década de 1920 (la iglesia se cerró en 1923), centrado en niños cuyos padres murieron durante la revolución rusa y la guerra civil rusa. En la década de 1930, se convirtió un centro recreativo regional, un dispensario de tuberculosis en la década de 1950 y un dispensario de medicamentos en los 80. Sin embargo, durante la ocupación alemana en la Segunda Guerra Mundial, los creyentes recuperaron el disfrute del templo. 
Entre los interiores conservados del palacio se encuentra una sala con balcón para músicos, chimenea y techos con molduras que representan instrumentos musicales.El edificio de la iglesia fue devuelto a la iglesia ortodoxa en 1991, pero otros edificios de la antigua finca se encuentran abandonados.En enero de 2012, la finca fue atacada por unos cazadores de tesoros rompieron las ventanas de la terraza del jardín de invierno y derribaron la puerta de roble. El gobierno ucraniano comenzó los trabajos de mejora del territorio de la finca en 2013, continuados por la autoproclamada República Popular de Lugansk cuando se hizo con el control del territorio.

## Arquitectura

### Edificio palaciego
La casa solariega, que en los periódicos de la época se llamaba villa, estaba decorada en su interior con productos fabricados en su fábrica según los dibujos del arquitecto imperiales Robert-Friedrich Meltzer. Los objetos decorativos son en Art Nouveau, como se desprende de las muestras de moqueta en losetas, detalles moldeados y colores. Sin embargo, no toda la decoración era modernista, también hay objetos en estilo neorrenacentista.  
En la terraza abierta, frente al jardín de invierno, se instaló una escultura de bronce del dios del comercio Hermes, inspirada en la original del escultor Juan de Bolonia (siglo XVI). 
La galería de arte albergaba tanto originales de artistas de salón (Kostiantín Makovski, Mikolai Sverchkov) como copias antiguas de maestros glorificados (Rubens y Bartolomé Esteban Murillo). Los muebles e interiores antiguos se complementaron con alfombras de Persia y colecciones de porcelana de Sèvres y de la Fábrica Imperial de Porcelana de San Petersburgo. Entre los tapices de la finca se encuentran dos tapices sobre temas de las fábulas de Jean de La Fontaine. 

### Iglesia-escuela
La construcción de la iglesia-escuela parroquial fue confiada a Lev Rúdnev, estudiante de la Academia Imperial de las Artes y futuro famoso arquitecto soviético (con obras como el edificio principal de la Universidad Estatal de Moscú, el Palacio de la Cultura y la Ciencia de Varsovia o la Casa de Gobierno de Azerbaiyán en Bakú). 
El edificio de la iglesia tiene un campanario tenía dos aulas y un altar. 

## Galería

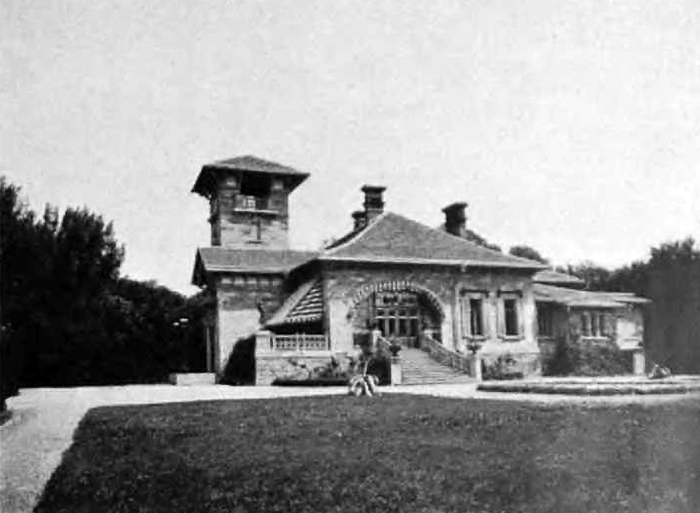
Palacio en 1916
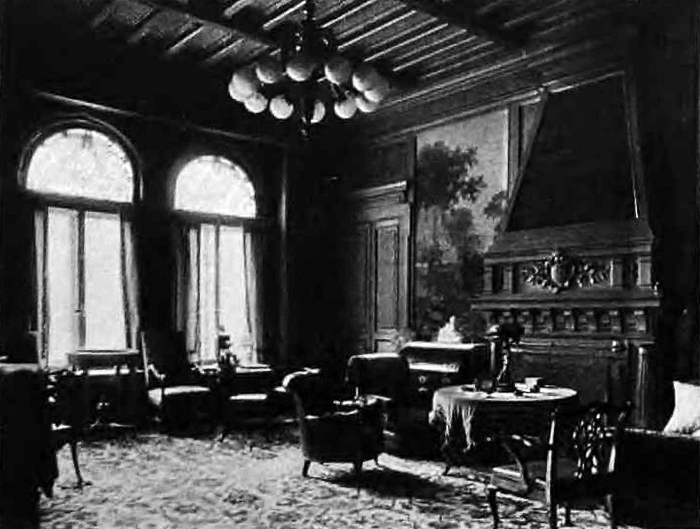
Interior del palacio en 1916
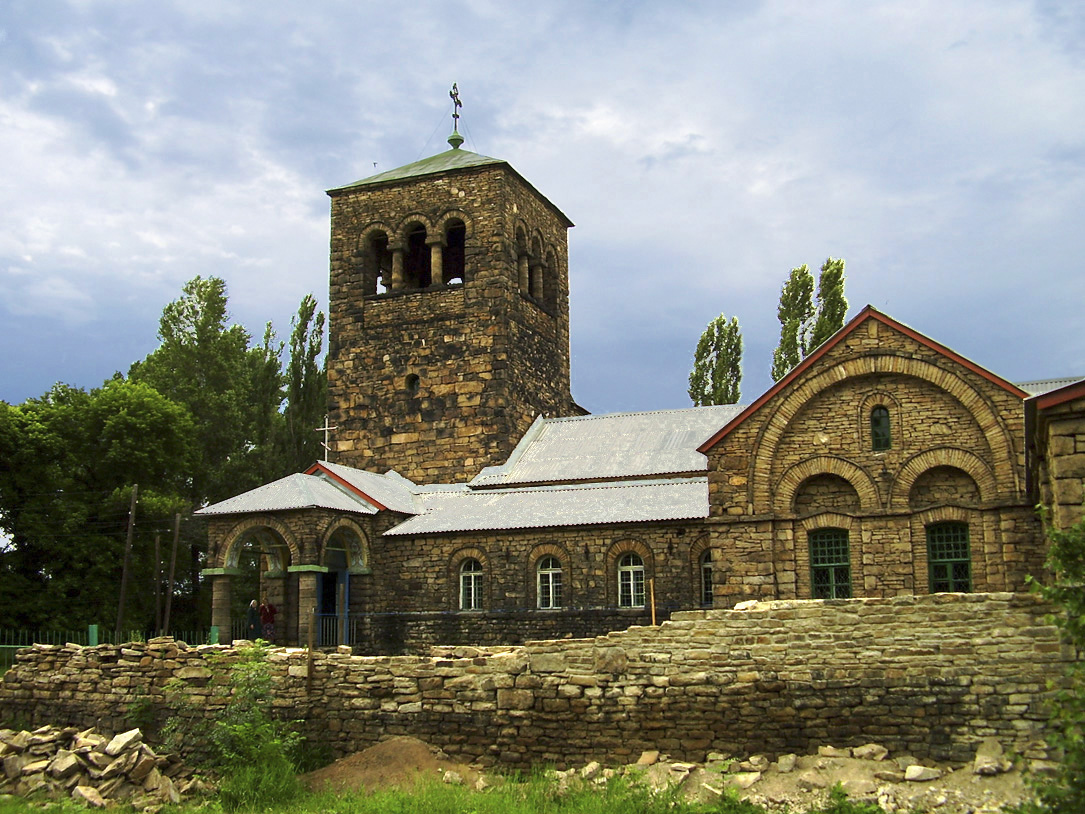
Iglesia del palacio, diseñada por Lev Rúdnev
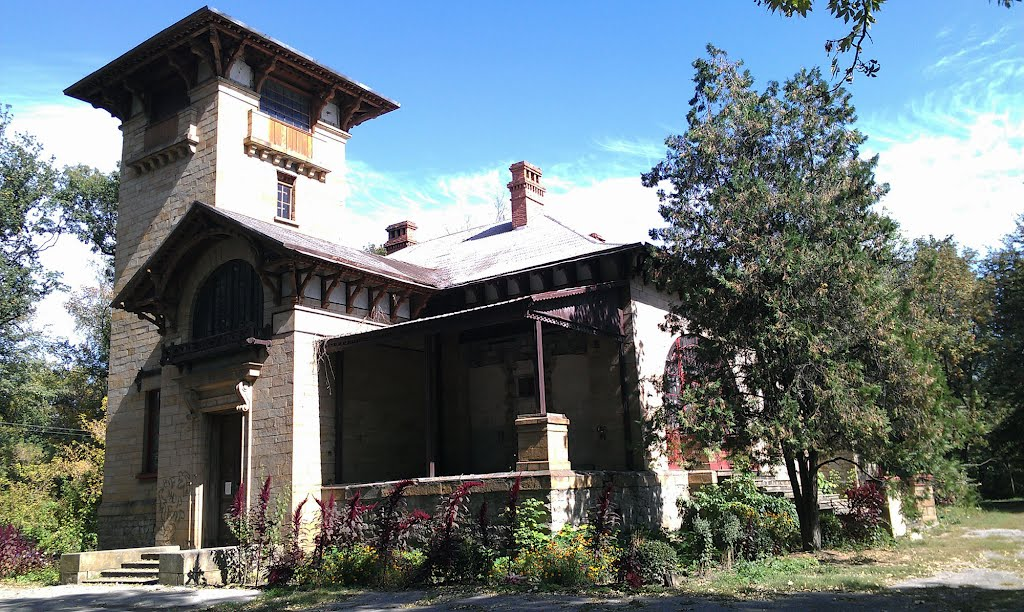
Palacio de Mstsijovski